# EKZ Fischapark
Das Einkaufszentrum Fischapark ist ein Einkaufszentrum mit 120 Shops, Dienstleistungs- und Gastronomiebetrieben, mit rund 1000 Beschäftigten in Wiener Neustadt. Rund 2.000 XL-Parkplätzen stehen den Kunden zur Verfügung. Das Einkaufszentrum liegt am westlichen Ende der Stadt, wurde 1996 eröffnet und seither drei Mal (2000, 2001 und 2015) erweitert.

## Geschäfte
Zu den Ankermietern im EKZ Fischapark zählen unter anderem Media Markt, Interspar, H & M, Hervis Sport und Mode, C&A und New Yorker, aber auch Peek & Cloppenburg und Zara (Unternehmen).

## Einzugsgebiet
Das Einzugsgebiet des Einkaufszentrums reicht weit über die Stadtgrenzen hinaus in die Bezirke Wiener Neustadt-Land, Baden, Neunkirchen, Mattersburg, Oberpullendorf, Eisenstadt, aber auch in die Oststeiermark.

## Erweiterung
Nach einer Umbauphase im Zeitraum Februar 2012 bis Oktober 2015 wurde der Fischapark nach drei Jahren Arbeiten neu eröffnet. 2016, im ersten vollen Jahr nach der Erweiterung konnte das Einkaufszentrum die Besucherfrequenz um über 20 % steigern, der Umsatz wurde im gleichen Zeitraum um 25 % gesteigert.
2024 wurden erstmals mehr 200 Millionen Euro Umsatz erzielt.

## Serviceeinrichtungen
Gratis XL-Parkplätze, Familienparkplätze, Parkgaragen, Post, E-Auto- & E-Fahrrad-Ladestationen, Fahrradabstellplätze, Fahrrad-Self-Service-Terminal, Schließfächer, barrierefreie Toiletten, Eltern-Kind-Toiletten, Liftzugang auf allen Ebenen, WLAN, Kindererlebniswelt PLANET LOLLIPOP, Wickel- und Stillräume, Erlebnisrutsche, Apotheke, Bankomat.

## Geschäftsdaten
Die Daten des Fischaparks laut eigenen Angaben: 
- Verpachtbare Fläche: 44.551 m²
- Geschäfte: ca. 120 (2024)
- Besucher: über 4 Mio. Besucher (2024)
- Arbeitsplätze: ca. 900 Arbeitsplätze
- Parkplätze: 2.000 gratis XL-Parkplätze (Tiefgarage, Pardeck, Außenparkplätze)
- Umsatz: 200 Mio. Euro (2024)

## Sonstiges
Im Mai 2014 brach bei Flämmarbeiten am Dach ein Feuer aus, ein Restaurant wurde dabei schwer beschädigt.